# Royaume d'Andorre
8 juillet – 21 juillet 1934
Entités précédentes :
- Principauté d'Andorre

Entités suivantes :
- Principauté d'Andorre

Le Royaume d'Andorre est un État éphémère remplaçant la Principauté d'Andorre entre le 8 et le 21 juillet 1934.

## Histoire

### Création
Boris Skossyreff un aventurier russe, arrive en Andorre au printemps 1934, après avoir été expulsé de Majorque. Il est une première fois expulsé du pays pour s'être immiscé dans la politique de ce dernier. Il reviendra cependant en juillet de la même année, après avoir rédigé une nouvelle Constitution au pays, qu'il proposera au Conseil général en plus de promesse pour améliorer l'économie du pays. Il demande comme faveur supplémentaire la possibilité de devenir roi. Le Conseil général accepte la Constitution à 22 pour face à 1 contre, le 8 juillet. Boris Skossyreff devient alors roi d'Andorre sous le nom de Boris  Ier.

### Dissolution du royaume
Le 21 juillet, Justí Guitart i Vilardebó, évêque d'Urgell et co-prince d'Andorre, fait arrêter Boris  Ier, en y envoyant des hommes de la Guardia Civil, afin d'y rétablir l'autorité des co-princes. Le roi déchu est expulsé d'Andorre puis d'Espagne et la principauté d'Andorre est restaurée.

## Politique

### Réformes
Boris Ier met en place plusieurs réformes dont les libertés de culte et d'opinion.